# Sebastian Papaiani
Sebastian Papaiani, né le 25 août 1936 à Pitești et mort le 27 septembre 2016 à Bucarest, est un acteur roumain d’origine grecque. Il est diplômé de l’Institut d'art théâtral et cinématographique Ion Luca Caragiale en 1960.

## Filmographie
- Un surâs în plină vară (ro) (1963) - Fanitza
- Partea ta de vină (ro) (1963)
- Dragoste la zero grade (ro) (1964)
- Gaudeamus igitur (1965)
- La porțile pământului (ro) (1965)
- Fantomele se grăbesc (ro) (1966)
- Balul de sâmbătă seară (ro) (1967) - Papă
- Diminețile unui băiat cuminte (ro) (1967) - Fane
- Căldura (ro) (1969)
- Asediul (ro) (1970) - Chiru
- Brigada Diverse intră în acțiune (ro) (1970) - plutonierul Căpșună
- Brigada Diverse în alertă! (ro) (1971) - plutonierul Căpșună
- B.D. la munte și la mare (ro) (1971) - plutonierul Căpșună
- Astă seară dansăm în familie (ro) (1972) - Alecu
- Cu mîinile curate (ro) (1972) - Fane Oarcă
- Ciprian Porumbescu (ro) (1973) - Voronca
- Ultimul cartuș (ro) (1973) - Ilie Oarcă
- Păcală (1974) - Păcală
- Frații Jderi (ro) (1974) - comisul Ionuț Jder
- Ștefan cel Mare - Vaslui 1475 (ro) (1975) - comisul Ionuț Jder
- Toamna bobocilor (ro) (1975) - Pompei
- Zile fierbinți (ro) (1975) - macaragiul Guriță
- Roșcovanul (ro) (1976) - Lampă
- Accident (ro) (1977) - reporter
- Toate pînzele sus (ro) (serial TV, 1977) - Ieremia (ep. 1-12)
- Iarna bobocilor (ro) (1977) - Pompei
- Eu, tu, și... Ovidiu (ro) (1978)
- Melodii, melodii (ro) (1978)
- Totul pentru fotbal (ro) (1978)-" jucătorul Tipalnea Mihai"
- Clipa (ro) (1979)
- Nea Mărin miliardar (1979) - Gogu a lu' Pupăză
- Expresul de Buftea (ro) (1979)
- Am fost șaisprezece (ro) (1979) - Caporalul Vasile Dobriță
- Ultima noapte de dragoste (ro) (1980) - lt. Petre Orghidan
- Grăbește-te încet (ro) (1981)
- Chantage (1981)
- Alo, aterizează străbunica!... (ro) (1981)
- O lume fără cer (ro) (1981)
- Calculatorul mărturisește (ro) (1982)
- Rămân cu tine (ro) (1982) - Manole
- Fram (ro) (1983)
- Pădurea nebună (ro) (1984)
- Ringul (ro) (1984)
- Secretul lui Bachus (ro) (1984) - Grig Ștevie
- Sosesc păsările călătoare (ro) (1984)
- Zbor periculos (ro) (1984)
- Racolarea (ro) (1985)
- Liceenii (ro) (1986) - domnul Marinescu, tatăl lui Mihai
- Secretul lui Nemesis (ro) (1987)
- Neînvinsă-i dragostea (ro) (1993) - Căpitan Ștefan Topârceanu
- Numai iubirea (ro) (2004) - Manole Tudose
- Lacrimi de iubire (ro) (2005) - Nea Tache
- Bani de dus, bani de-ntors (2005)
- Păcală se întoarce (ro) (2006) - Păcală (tatăl)
- Daria, iubirea mea! (2006-2007)
- Nimeni nu-i perfect (ro) (2008) - Domnul Predescu

## Galerie photographique

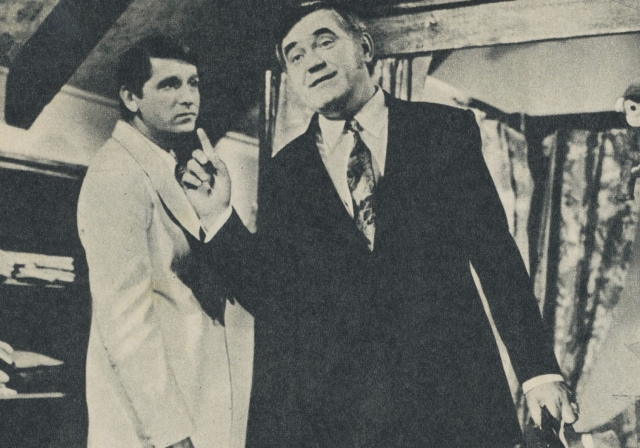
Dem Rădulescu (à droite) et Sebastian Papaiani (sine anno).
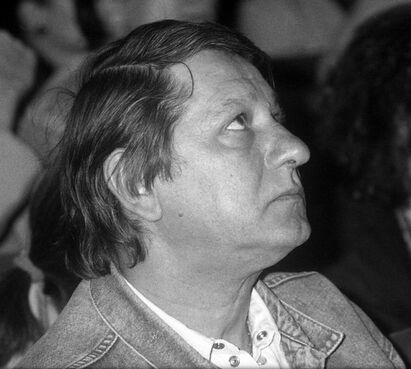
Sebastian Papaiani en 1990.

## Source
- (en) Cet article est partiellement ou en totalité issu de l’article de Wikipédia en anglais intitulé « Sebastian Papaiani » (voir la liste des auteurs).

1. ↑  (en) Alexandra Cruceru, « Actor Sebastian Papaiani has passed away », Stiri pe surse,‎ 27 septembre 2016 (lire en ligne, consulté le 17 septembre 2018).
2. ↑  (ro) « Sebastian Papaiani: “Talentul este ca banul: il ai sau nu” – interviu », sur Ziua Veche, 25 août 2010 (consulté le 11 septembre 2018).